# Choi Yong-soo
Choi Yong-Soo (Busan, 10 september 1973) is een voormalig Zuid-Koreaans voetballer, die na zijn actieve loopbaan het trainersvak instapte.

## Clubcarrière
Choi Yong-Soo speelde tussen 1994 en 2006 voor FC Seoul, Sangmu FC, JEF United Ichihara, Kyoto Purple Sanga en Júbilo Iwata.

## Interlandcarrière
Choi Yong-Soo debuteerde in 1995 in het Zuid-Koreaans nationaal elftal en speelde 66 interlands, waarin hij 24 keer scoorde. Hij vertegenwoordigde zijn vaderland eveneens op de Olympische Spelen 1996 in Atlanta, waar de Zuid-Koreaanse olympische selectie onder leiding van bondscoach Anatolij Bysjovets in de groepsronde werd uitgeschakeld.